# Bernard Blanchet
Bernard Blanchet (ur. 1 grudnia 1943 w Saint-Mars-la-Jaille) – francuski piłkarz występujący na pozycji prawego skrzydłowego, reprezentant Francji.

## Kariera klubowa
Bernard Blanchet karierę piłkarską rozpoczął w 1956 roku w juniorach Stade Croisicais. W 1962 roku dzięki trenerowi FC Nantes, José Arribasowi podpisał profesjonalny kontrakt z klubem, z którym osiągnął największe sukcesy w swojej piłkarskiej karierze. W sezonie 1962/1963 awansował do Ligue 1 oraz zdobył trzykrotnie mistrzostwo Francji (1965, 1966, 1973), dwukrotne wicemistrzostwo Francji (1967, 1974) oraz trzykrotnie docierał do finału Pucharu Francji (1966, 1970, 1973). Z klubu odszedł w 1974 roku po rozegraniu 392 meczów i strzeleniu 126 goli w Ligue 1. Następnie przeszedł do Stade Lavallois, gdzie zakończył profesjonalną karierę w 1976 roku (63 mecze i 22 gole w Ligue 2).
Potem Bernard Blanchet grał w amatorskich klubach: La Chaume (1976–1977), St-Gilles-Croix-de-Vie (1977–1981), RAC Cheminots Nantes (1981–1984), FC Nantes (1984–1985) i l'AC Nazairien, gdzie w 1987 roku definitywnie zakończył karierę piłkarską.

### Reprezentacja Francji
Bernard Blanchet w 1962 roku zadebiutował w reprezentacji Francji U-21, w 1963 roku w wojskowej reprezentacji Francji, w 1964 roku w reprezentacji Francji B. W dorosłej reprezentacji Francji zadebiutował dnia 20 kwietnia 1966 roku na stadionie Parc de Princes w Paryżu, gdzie w 46. minucie meczu zastąpił Gérarda Haussera w przegranym 0:3 meczu towarzyskim z reprezentacją Belgii. Ostatni mecz w reprezentacji Francji rozegrał dnia 25 czerwca 1972 roku na Estádio Octávio Mangabeira w Salvadorze na turnieju Puchar Niepodległości Brazylii, gdzie jego reprezentacja bezbramkowo zremisowała z reprezentacją Argentyny, a Blanchet zszedł z boiska w 75. minucie zastąpiony przez Louisa Flocha. Łącznie w latach 1966–1972 w reprezentacji Francji rozegrał 17 meczów i strzelił 5 goli.

## Sukcesy piłkarskie

### FC Nantes
- Awans do Ligue 2: 1963
- Mistrzostwo Francji: 1965, 1966, 1973
- Wicemistrzostwo Francji: 1967, 1974
- Finał Pucharu Francji: 1966, 1970, 1973

## Kariera trenerska
Bernard Blanchet obecnie wraz z Olivierem Monterrubio i Williamem Ayache zajmuje się rekrutacją młodzieży w FC Nantes.